# Antonio Barceló
Antonio Barceló y Pont de la Terra (Palma de Mallorca, 29 de diciembre de 1717-ibídem, 30 de enero de 1797) fue un marino, corsario y militar español, teniente general de la Real Armada Española. 
Antonio Barceló fue un destacado marino al servicio de la Armada española, además de una figura vital contra la piratería musulmana y el comercio berberisco de esclavos del Mediterráneo. De simple marinero ascendió a los más altos grados de la Armada debido a sus méritos de guerra, distinguiéndose en la artillería naval y las llamadas fuerzas sutiles, con pequeñas embarcaciones. Inventó las barcas cañoneras usadas durante el Sitio de Gibraltar de 1779, que la Armada Española continuó utilizando con gran éxito.
Contemporáneo de otros marinos como Luis de Córdova y Córdova y José Fulgencio Martínez, sus hazañas en la mar le dieron fama legendaria por encima de todos. Todavía circula por Andalucía un dicho que pondera a Barceló, el «ser más valiente» (o «tener más fama») «que Barceló por la mar». También se le atribuye a él un proverbio marítimo que reza: «a la mar me voy, mis hechos dirán quién soy».

## Vida

### Juventud

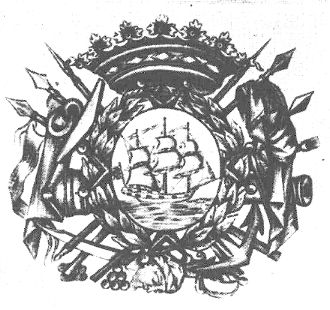
Escudo heráldico de Antonio Barceló.

El mayor de cinco hermanos, Antonio era hijo de Onofre Barceló, patrón marino, y de Marina Pont de la Terra, hija de una de las más distinguidas familias de Mallorca. Onofre ejercía el corso, primero con una galeota y después con el jabeque Santo Cristo de Santa Margarita, y combatió contra los piratas argelinos, tunecinos y berberiscos que atacaban de cuando en cuando las costas de todo el Mediterráneo Occidental en busca de esclavos. Sin embargo, por la pericia náutica, la rapidez y las garantías que daba el jabeque de Onofre Barceló, le fue otorgada la concesión del tráfico de Correo Real con la Península. 
En cuanto tuvo la altura suficiente, el joven Antonio se embarcó en la nave de su padre, primero como simple grumete, luego como marinero y, finalmente, piloto. Cuando tenía 18 años murió su padre, envejecido prematuramente por todos los sinsabores de la mar, con lo que el joven Barceló tomó el mando del jabeque familiar. A los 19 años, haciendo la ruta de Palma de Mallorca-Barcelona comandó su primer y exitoso combate contra los piratas berberiscos que infestaban las costas del Levante español.
Su fama de valentía fue en aumento entre las gentes de la mar, y se acrecentó con un combate que sostuvo con dos galeotas argelinas. Su heroica actuación llegó hasta oídos de la misma Corte, tal que a los 21 años Felipe V se dignó nombrarle alférez de fragata el 6 de noviembre de 1738, aunque con carácter de graduado y sin derecho a goce de sueldo alguno. Decía la real cédula de concesión del nombramiento: 

Por cuanto en atención a los méritos y servicios de Antonio Barceló, patrón del jabeque que sirve de correo a la isla de Palma de Mallorca y señaladamente al valor y al acierto, con que defendió e hizo poner en fuga a dos galetas argelinas que le atacaron en ocasión de llevaba de transporte un destacamento de dragones del regimiento de Orán y otro del de infantería de África....

Siguió con su intrepidez y arrojo practicando otros servicios distinguidos, manteniendo a ultranza las comunicaciones con las islas y llevando alimentos cuando la escasez de las cosechas provocaba hambre, paliándola Barceló en la medida que le era posible.

### Contra los corsarios

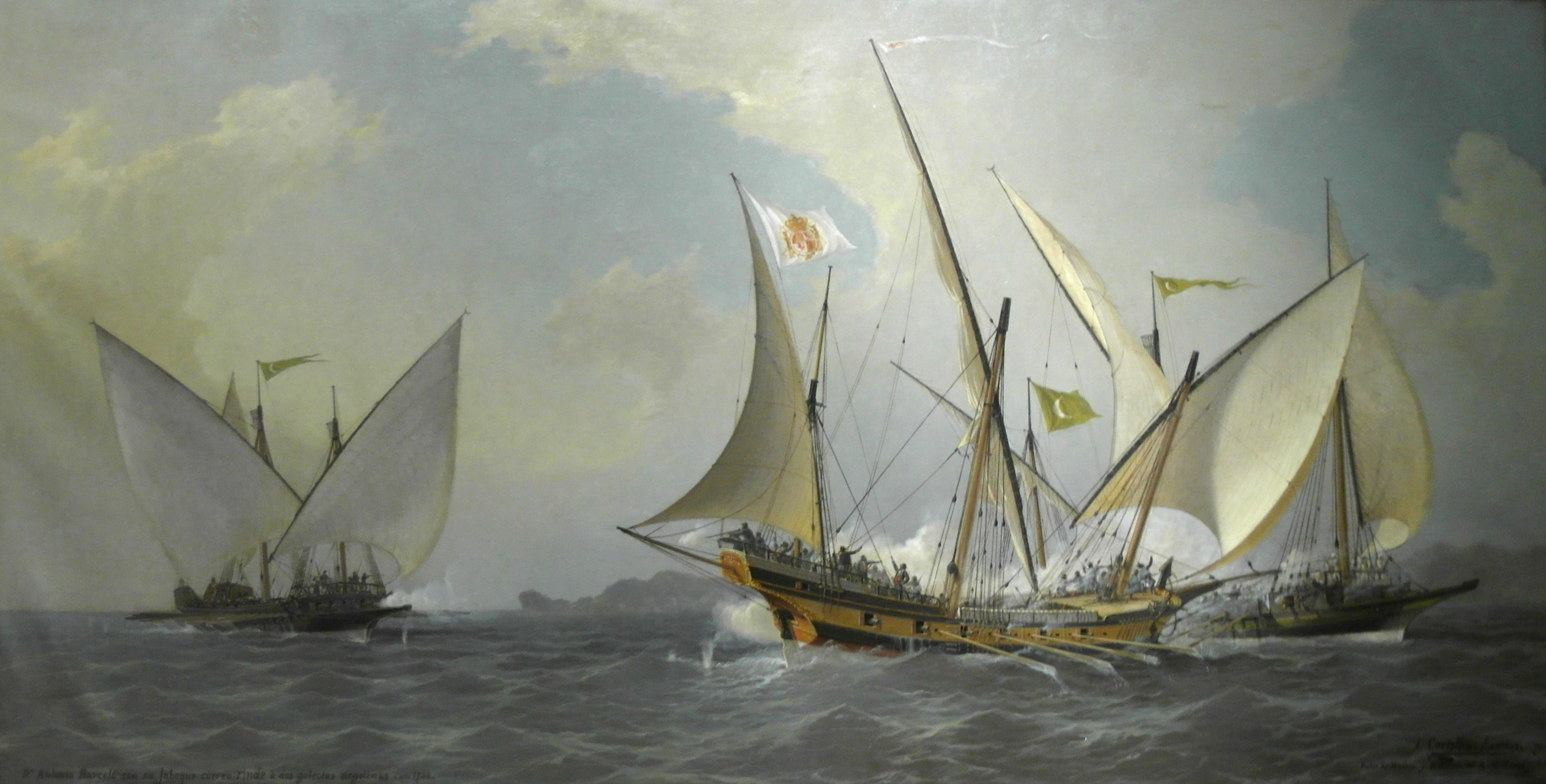
Barceló rechaza con su jabeque correo a dos galeotas argelinas en 1738, pintura de Ángel Cortellini y Sánchez (1858-1912), Museo Naval, Madrid.

En 1748 causó un gran revuelo el apresamiento por parte de los berberiscos de un jabeque español con 200 pasajeros, entre ellos 13 oficiales del ejército. Molesto, el nuevo rey, Fernando VI, ordenó armar en Mallorca a sus expensas cuatro jabeques, a cuyo mando puso a Antonio Barceló, que fue ascendido a teniente de fragata el 4 de mayo de aquel año. 
La división recibió órdenes de dirigirse a Cartagena, donde se le incorporaron los navíos de línea América y Constante, de 64 cañones, poniéndose al mando de todos ellos el capitán de navío Julián de Arriaga. La flota zarpó el 13 de noviembre, encontrándose con cuatro jabeques enemigos el 16 de noviembre, frente a las costas de Benidorm y Altea. Barceló obtuvo la victoria con sus naves, al poner en fuga a las del enemigo, después de haberlas dejado muy maltratadas. Terminó la campaña en agosto de 1749, pasando Barceló a desempeñar sus anteriores labores de correo, entre las cuales figuraba el traslado de tropas desde la península a las islas y viceversa, sobre todo en las de Ibiza y Cabrera. 
Pero el Mediterráneo aún estaba infestado de naves corsarias berberiscas, por lo que los combates eran muy frecuentes. Estando en la cala de Figueras, en Mallorca, se dio la alarma y apareció una flotilla enemiga. Barceló, sin dudar un instante, hizo embarcar a una compañía de granaderos del regimiento África en su jabeque, y se hizo a la mar en persecución del enemigo. Los berberiscos tenían una galeota de 30 remos armada con cuatro cañones, acompañada por un jabeque pequeño y otro español llamado Santísimo Cristo del Crucifijo, que habían apresado. Barceló les dio caza desde el cabo de Formentor hasta cerca de la isla de Cabrera, donde abordó y capturó la galeota. Por esta acción fue ascendido a teniente de navío graduado el 4 de agosto de 1753. 
El 13 de junio de 1756, mientras hacía la ruta de Palma a Barcelona, Barceló avistó a dos galeotas argelinas frente a la desembocadura del río Llobregat. A pesar de la inferioridad numérica, puso proa hacia ellas y las atacó, tomando al abordaje a una, después de haberla destrozado con la artillería, en tanto que la otra se dio a la fuga. En esta acción también fue sobresaliente por su valor su segundo Joan Nicolau. Barceló recibió dos heridas en el abordaje, y por su valentía en esta acción, el rey le concedió la efectividad en este grado y su incorporación en el Cuerpo General de la Armada con fecha del 30 de junio de 1756. 
En 1761, ya ascendido a capitán de fragata, se le dio el mando de una división de tres jabeques reales, siendo el de su mando el llamado La Garzota. En este año sostuvo un enfrentamiento en el que apresó a siete naves berberiscas, contando tan solo con tres barcos suyos, asignados a las costas del Mediterráneo peninsular. El 30 de agosto con solo su jabeque apresó a otro berberisco, tomando 30 prisioneros y dando muerte a otros 20 en el abordaje. 
Al año siguiente, con su jabeque rindió en otro combate a tres enemigos con 160 turcos; en uno de ellos hizo prisionero al famoso Selim, célebre capitán de aquellos piratas, siendo nuevamente herido en el abordaje por una bala de mosquete, que le atravesó la mejilla izquierda y que dejó su cara desfigurada para siempre. Prosiguieron sus proezas contra los moros, que eran casi diarias; en julio de 1768 batió y apresó en las cercanías del Peñón de Vélez de la Gomera a un jabeque argelino de 24 cañones, sufriendo en el combate 10 muertos y 23 heridos. 
A propuesta del emperador, José II, hubo un intento de unificar esfuerzos en la lucha contra la piratería, pero no dio frutos, pues entre las potencias cristianas había algunas poco dispuestas, como el caso de Venecia, que mantenía tratados ocultos con Argel, lo que impedía que la labor se efectuara con eficacia.
Por su parte, Francia intensificó la persecución de la piratería, bombardeando Larache, pero el fracaso fue rotundo y el asunto se dejó correr. De toda la Cristiandad, los únicos decididos a acabar con esta seguían siendo, al igual que en el siglo XVI, España y Malta. 
Al mando de seis jabeques, Barceló se enfrentó una vez más contra los moros y en esta ocasión apresó a cuatro en la ensenada de Melilla. De 1760 a 1769 echó a pique 19 buques piratas y corsarios, hizo 1600 prisioneros y liberó a más de un millar de prisioneros cristianos. Como recompensa a tan distinguidos servicios, Barceló fue ascendido a capitán de navío, por Real patente del 16 de marzo de 1769. 
En 1775, habiendo sido atacado el Peñón de Alhucemas por los berberiscos, se encargó a Barceló de su socorro. Con sus jabeques bombardeó la fortaleza con más de 9000 bombas, pero al no llevar artillería gruesa, no se pudo realizar el asalto. Aun así, con el fuego de sus jabeques desmontó la artillería ligera enemiga y, a pesar de la pérdida de cuatro lanchas y un jabeque, consiguió que los berberiscos levantaran el campo el 23 de marzo.

### La primera expedición contra Argel
El mismo año 1775, Carlos III organizó una campaña para conquistar Argel, el foco central de toda la piratería mora. La expedición estaba formada por una flota de siete navíos de línea de 70 cañones, doce fragatas de 27, cuatro urcas de 40, nueve jabeques de 32, tres paquebotes de 14, cuatro bombardas de 8 y siete galeotas de 4, con un total de 46 buques de guerra y 1364 cañones. El mando correspondía al teniente general Pedro González de Castejón, el del ejército de 18 400 hombres al general Alejandro O'Reilly, y el de la flota sutil al capitán de navío Antonio Barceló. La escuadra zarpó el 22 de junio y, tras unírsele una fragata de Malta y dos del duque de Toscana, el 8 de julio comenzó la operación.
Barceló protegió el desembarco acercándose con sus naves de poco calado lo máximo posible a la costa, para que su artillería fuera efectiva. Pero el desorganizado desembarco y las erróneas disposiciones posteriores llevaron a un completo desastre, en el que los españoles desembarcados sufrieron no menos de 5000 bajas, incluidos cinco generales muertos y quince heridos, dejando al enemigo nada menos que 15 cañones y unos 9000 fusiles abandonados. Ante este fracaso se ordenó el reembarco, efectuando la misma acción, en unas circunstancias muy desfavorables, tanto que el ejército tuvo que soportar cargas de caballería mora de hasta 12 000 jinetes, lo que hizo la situación insostenible, y solo no fue un desastre total por la acción de los jabeques de Barceló, que demostró una vez más su valentía, se supo imponer a las circunstancias, salvando de esa forma a muchos, que de no haber sido por su actuación hubieran perecido.

De la pérfida Argel, el solo nombre

del general Barceló, el más feroz desmaya.

Recuérdales el miedo los combates

de Barceló, recuérdales la amarga

esclavitud de tanto arráez valiente,

que vencido por él cadena arrastra.

Su acción le dio gran crédito entre los altos mandos de la Armada, y no solo a ellos, sino que el rey le ascendió al grado de brigadier en el mismo año de 1775.

### El Gran Sitio de Gibraltar

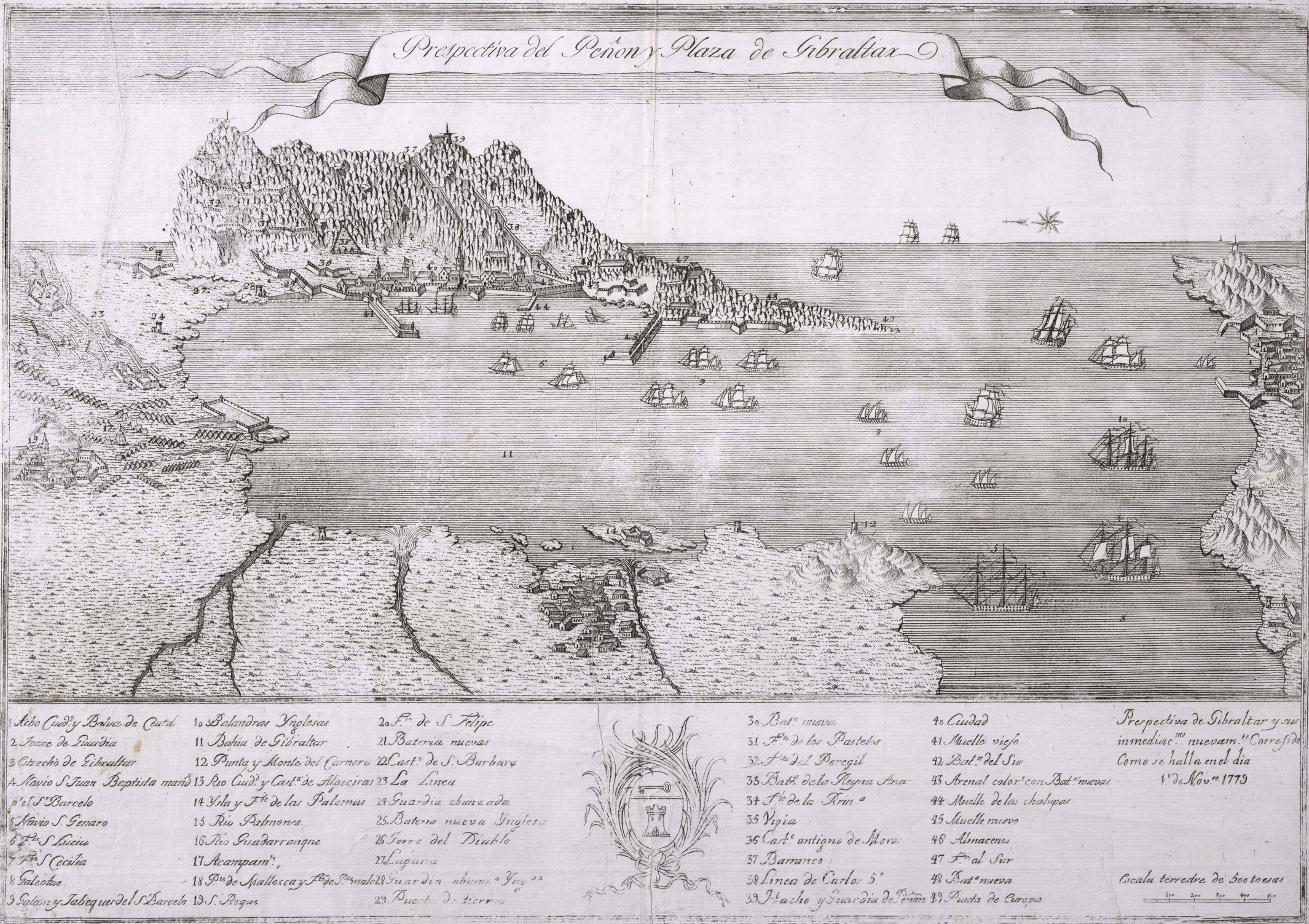
Perspectiva de Gibraltar el 1 de noviembre de 1779.

El 16 de junio de 1779 había estallado de nuevo la guerra con Inglaterra. El 24 de agosto Barceló fue ascendido a Jefe de Escuadra y nombrado Almirante-Comandante de las fuerzas navales destinadas al sitio de Gibraltar. Su fuerza la componían un navío de línea, una fragata, tres jabeques, cinco jabequillos, doce galeotas y veinte embarcaciones menores. Por tierra debía efectuar el ataque el general Martín Álvarez de Sotomayor. 
La dificultad para atacar la plaza por mar residía en la más que comprobada inferioridad de los buques de vela y madera de la época contra las fortificaciones terrestres. Nelson afirmaba a este respecto que un cañón en tierra, en un buen reducto, valía diez cañones en embarcaciones, y eso a igualdad de proyectiles, pues desde tierra era fácil responder al atacante con balas rojas o granadas incendiarias, que por su peligrosidad estaban casi totalmente descartadas en los buques. Afortunadamente, en el tiempo preciso, Barceló obtiene permiso de Madrid para la construcción de sus famosas lanchas cañoneras, de invención propia, y así poder bombardear la plaza con más potencia. Ideó Barceló armarlas con una pieza de a 24 o con un mortero, y grandes botes de remos. Para proteger a la dotación se las dotó de un parapeto plegable forrado por dentro y fuera de una capa de corcho. Medían 56 pies de quilla, 18 de manga y 6 de puntal, con 14 remos por banda, llevaban la pieza mencionada giratoria, con una gran vela latina, siendo su dotación de una treintena de hombres. 
Muchos opinaron que tales botes no podrían soportar el peso, y mucho menos el retroceso, de la enorme pieza, pero las experiencias probaron todo lo contrario. Barceló desarrolló su idea proporcionando a las lanchas un refuerzo de corcho y un blindaje de hierro, que las cubría hasta por debajo de la flotación. Pero pronto se pudo observar que tales precauciones eran exageradas, dado los limitados recursos de puntería de la época, y, sobre todo, porque estas batallas se efectuaban oportunamente por las noches, resultando poco menos que imposible acertar a las pequeñas lanchas cuando atacaban de proa, mientras que éstas tenían muchos menos problemas para batir unos blancos que eran mucho mayores. El mejor juicio sobre su efectividad, y no pudo ser más concluyente, vino del propio enemigo. Según el capitán inglés Sayer: 

La primera vez que la armada inglesa vieron los "nuevos"!! buques de construcción (Barceló), causaron risa; mas no transcurrió mucho tiempo sin que se reconociese que constitutían el enemigo más temible que hasta entonces se había presentado frente a la Armada inglesa "la invencible", porque Barceló atacaba de noche y él siempre elegía las más oscuras; era imposible apuntar al pequeño bulto de sus barquitos. Noche tras noche Barceló enviaba sus proyectiles por todos lados de la plaza. Este bombardeo nocturno fatigaba mucho más a los ingleses, que el servicio de día. Primeramente trataron las baterías de deshacerse de las cañoneras de Barceló, disparando al resplandor de su fuego; finalmente los ingleses se dieron cuenta de que se gastaban inútilmente sus propias municiones.

Barceló prestó otros innumerables y notables servicios, pero al ser el hombre del pueblo llano, sencillo y que no guardaba las etiquetas, los oficiales de la aristocracia, formados en las academias de guardias marinas le veían con cierto y mal disimulado desprecio. A tanto llegaron las habladurías y comentarios, que llegó a estar entredicho el que fuera a desempeñar el mando, por lo que el rey relevó a Martín Álvarez de Sotomayor por el duque de Crillon, que llevaba unas instrucciones reservadas para que calibrase la capacidad de Barceló como general. Pero cuando el duque conoció a Barceló, dirigió una carta a Floridablanca, recomendándole para el ascenso a teniente general a pesar de su sordera y su avanzada edad, que era sobre todo en lo que se basaban las acusaciones vertidas sobre su persona por sus detractores. 
Continuó Barceló al mando de las fuerzas de mar y de tierra en Algeciras durante el bloqueo de Gibraltar, demostrando un valor y denuedo extraordinario. Hubo por aquel tiempo, con el típico gracejo andaluz, una copla que decía: 

Si el rey de España tuviera 
cuatro como Barceló,
Gibraltar fuera de España
que de los ingleses no.

Finalmente, Barceló resultó herido, casi al final de la batalla.

### La segunda expedición contra Argel

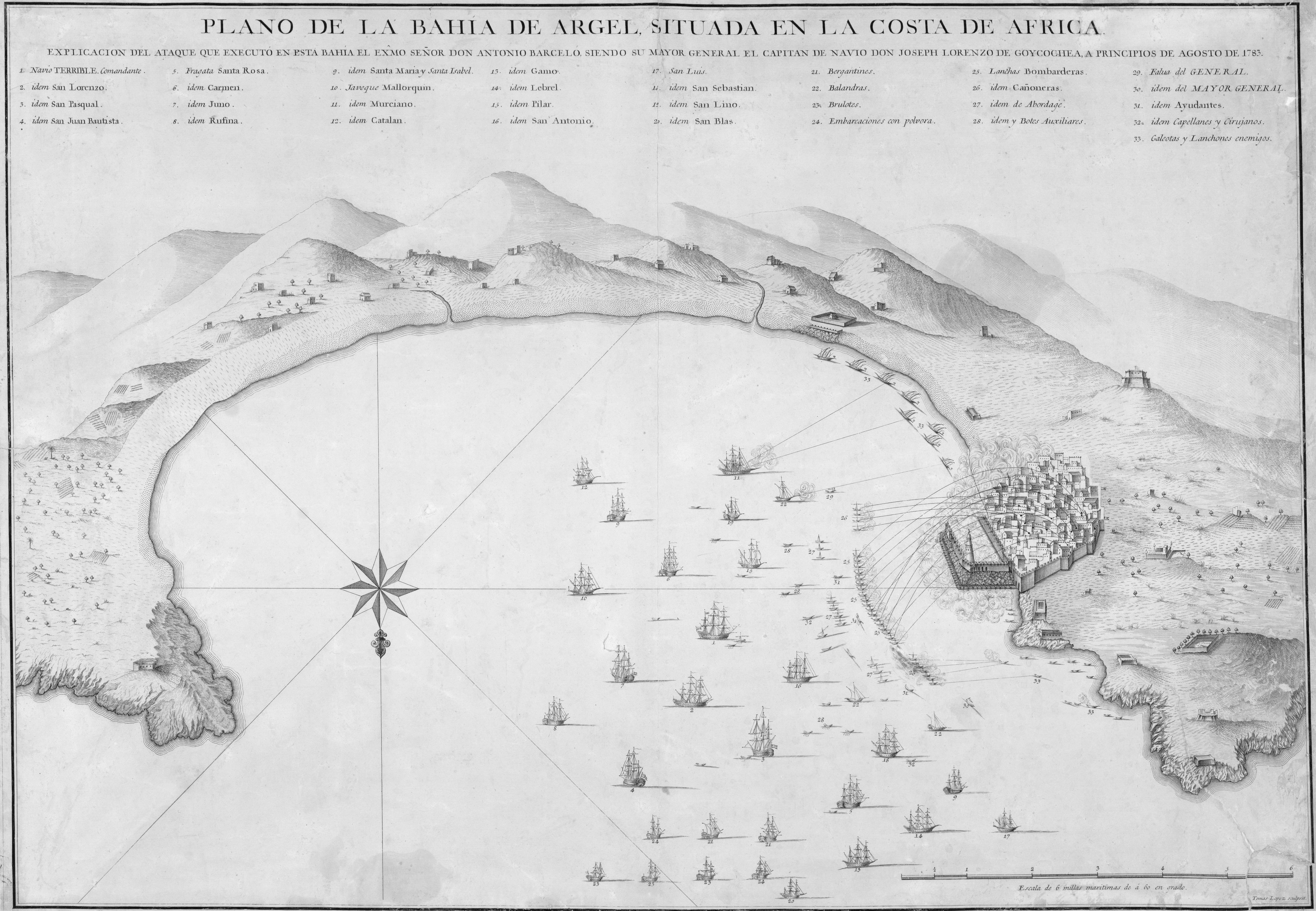
Explicación del ataque de Barceló sobre Argel de 1783.

Con tal recomendación se le confirió el mando de una escuadra que se reunió en Cartagena, compuesta por 4 navíos (con insignia en el Terrible) de 70 cañones, 4 fragatas, 9 jabeques, 3 bergantines, 16 buques menores, 19 cañoneras con cañones de a 24, 20 bombarderas con morteros y 10 lanchas de abordaje, que servían de escolta a las anteriores por si eran abordadas por embarcaciones enemigas con superior dotación. A esta escuadra se unieron dos fragatas de la Orden de Malta. En total, esta fuerza naval contaba con 14.500 hombres y 1.250 cañones. La escuadra zarpó de Cartagena el 1 de julio de 1783, y tras una penosa travesía, dificultada por vientos y mares contrarios, fondeó frente a Argel el día 26. Se esperó una mejora del tiempo y se realizaron preparativos hasta el 1 de agosto, día en que, a las 14:30 horas, se abrió fuego contra la plaza. 
Las 19 bombarderas formaron en línea avanzada junto con la falúa en la que embarcaba el propio Barceló. A los costados estaban las cañoneras y las lanchas de abordaje, por si las embarcaciones enemigas intentaban un contraataque. Más atrás se colocaron dos jabeques y dos balandras. El resto de la escuadra no tomó parte en el bombardeo. Al poco salieron del muelle 22 pequeños buques enemigos, entre ellos nueve galeotas y dos cañoneras, que no tardaron en ser rechazadas por el fuego de los españoles. Hacia las 16:30 horas las lanchas españolas ya habían consumido todas sus municiones y se ordenó el alto el fuego, tras disparar unas 375 granadas y 390 balas de cañón (éstas, sobre todo, contra los buques de la defensa), provocando dos grandes incendios en la ciudad, de los que uno se prolongó toda la noche. Los argelinos dispararon unas 1.436 balas y 80 granadas, que no causaron sino dos heridos leves en las cañoneras españolas. 
Y así, con pocas variaciones se produjeron otros ocho ataques, uno el día 4, dos el 6, dos el 7 y dos más el día 8, lanzándose un total de 3.752 granadas y 3.833 balas contra la ciudad y sus defensas. Según fuentes neutrales, entre las que se hallaba el cónsul francés, el pánico se apoderó de parte de la guarnición y de toda la población, quedando destruidas no menos del diez por ciento de las viviendas de la ciudad (y muchas más afectadas), numerosas fortificaciones, buques y cañones, a lo que habría que añadir fuertes pérdidas humanas. 
En cuanto al fuego de los defensores, no menos de 11.280 balazos y 399 bombas, solo causaron 24 muertos y 30 heridos entre las dotaciones atacantes, y aun esas pérdidas de debieron casi por entero a un golpe afortunado, cuando el día 7 por la tarde una bomba impactó e hizo volar a la cañonera n.º 1, con 20 muertos, incluido su segundo, el alférez de navío Villavicencio, y 11 heridos, entre ellos su comandante, el teniente de navío Irisarri. 
La alegría en España por tan favorable resultado fue enorme, y por real título del 13 de agosto de 1783 fue ascendido a teniente general.

### La tercera expedición contra Argel

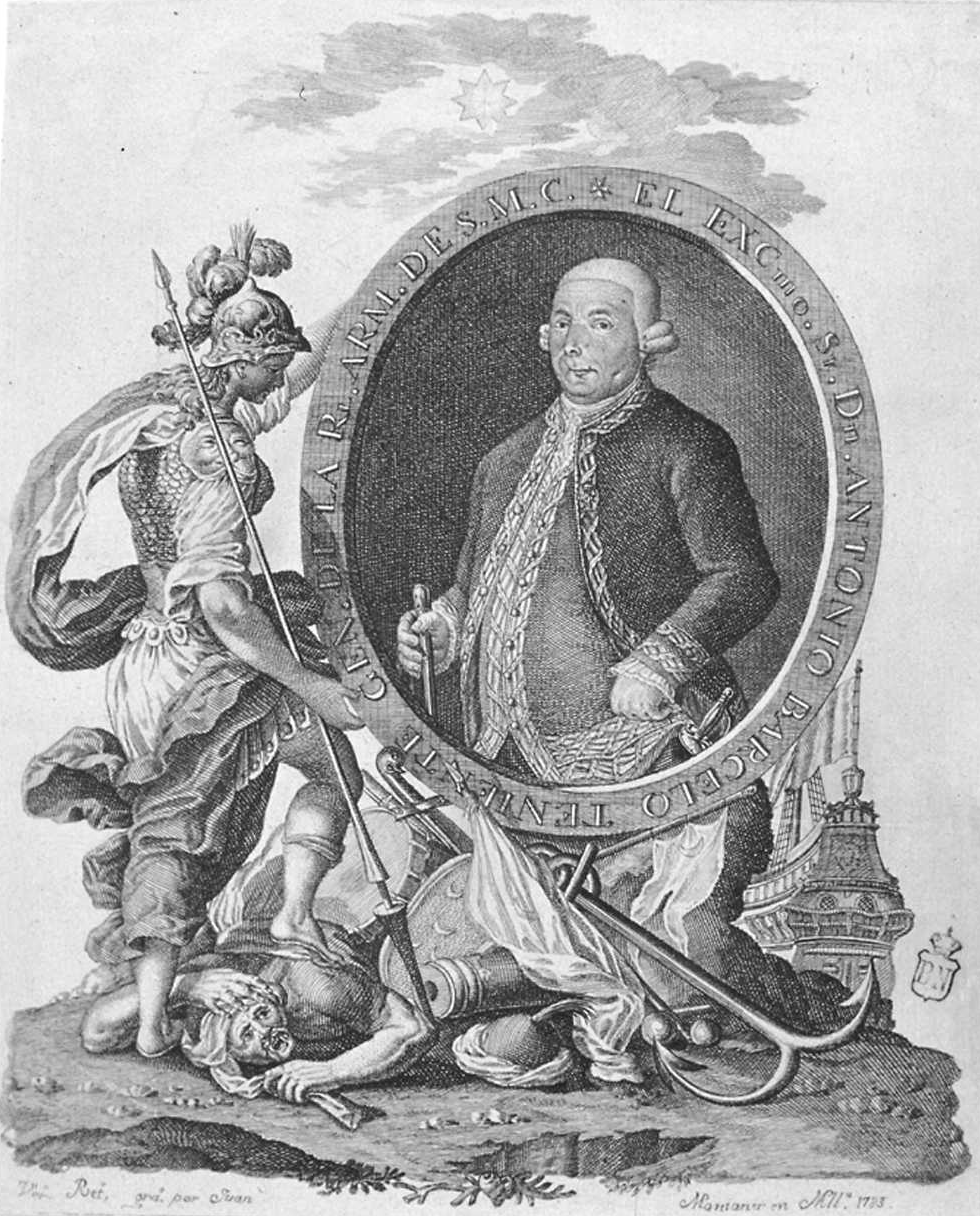
Antonio Barceló en un grabado de 1783.

A pesar de los grandes daños sufridos, los argelinos no se rindieron. Como en un gesto de desafío, cinco corsarios argelinos apresaron a dos polacras mercantes cerca de Palamós, en septiembre de 1783. Las defensas de Argel se reforzaron con una nueva fortaleza, artillada con 50 cañones, se reclutaron 4.000 mil soldados turcos voluntarios, llegaron asesores europeos para ayudar en la construcción de las fortificaciones y baterías, se prepararon no menos de 70 embarcaciones para rechazar a los españoles, e incluso el Bey argelino ofreció una recompensa de mil cequíes al que apresara una embarcación de la escuadra atacante. 
Entretanto, Barceló finalizaba los preparativos de una nueva expedición en Cartagena. La nueva escuadra constaba de 4 navíos de 80 cañones, 4 fragatas, 12 jabeques, 3 bergantines, 9 más pequeños, y la fuerza atacante: 24 cañoneras con piezas de a 24, 8 más con piezas de a 18, 7 con calibres menores para abordaje, 24 con morteros y 8 obuseras con piezas de a 8. Además, al adquirir la expedición un cierto aire de cruzada, contó con la financiación del Papa y el apoyo de la Armada de Nápoles, que aportó 2 navíos de línea, 3 fragatas, 2 jabeques y 2 bergantines al mando del almirante Bologna, el de la de Orden de Malta, con 1 navío, 2 fragatas y 5 galeras y el de la de Portugal, con 2 navíos y 2 fragatas al mando del almirante Bernardo Ramires Esquível, si bien ésta llegó tarde, ya en plenos bombardeos. 
La escuadra zarpó de Cartagena el 28 de junio de 1784, llegando a Argel el 10 de julio. El día 12 a las 08:30 horas, los españoles abrieron fuego, manteniendo el bombardeo hasta las 16:20, intervalo en el que se lanzaron unas 600 bombas, 1.440 balas y 260 granadas, contra 202 bombas y 1.164 balas del enemigo. Las bajas de los atacantes se redujeron a seis muertos y nueve heridos, más por accidentes con las espoletas a bordo que por fuego enemigo, aumentadas de forma accidental con la voladura de la cañonera n.º 27, mandada por el alférez de navío napolitano José Rodríguez. Se observaron grandes destrozos y un gran incendio en la ciudad y fortificaciones, y se rechazó a la flotilla enemiga de 67 unidades, destruyendo cuatro de ellas. 
Y así, en los ocho días siguientes, tuvieron lugar siete ataques más. En esta ocasión los argelinos habían situado una línea de barcazas artilladas que impedía en gran parte aproximarse a su objetivo a las lanchas cañoneras españolas. Un disparo de la defensa alcanzó la flotación a la falúa desde la que Barceló dirigía el bombardeo, echándola a pique, y estuvo muy cerca de perder la vida. Acudió en su ayuda José Lorenzo de Goicoechea, que lo rescató sin herida alguna. Transbordándose de inmediato a otro bote, continuó dando órdenes sin dar mayor importancia al incidente.
Al fin, el 21 de julio se decidió poner fin a los ataques, y los vientos contrarios obligaron a que Barceló diera la orden de regresar de nuevo a Cartagena. Se habían disparado más de 20.000 balas y granadas sobre el enemigo. Las bajas propias habían sido de 53 hombres y 64 heridos, debidos más a accidentes que al fuego enemigo, aunque en esta ocasión las defensas eran más fuertes. 
A la vista del castigo sufrido y ante la eventualidad de la nueva expedición que ya estaba preparando Barceló, el Bey de Argel, se avino a entablar negociaciones con España, que culminaron en el Tratado que se firmó el 14 de junio de 1786, signado por José de Mazarredo. También Túnez prefirió llegar a un acuerdo con España, con lo que, en lo que a esta nación respecta, se pudo dar por acabada definitivamente la piratería berberisca en el Mediterráneo. Años después, el problema resurgiría con los tumultos provocados por las Guerras napoleónicas, y sería una potencia extraña, los Estados Unidos de América, quienes combatirían a los berberiscos (1801-5 y 1815).
El rey se sirvió conceder a Barceló el sueldo de almirante, que era el que debía estar cobrando, siendo nombrado además caballero de la Orden de Carlos III.

### La frustrada campaña de Tánger

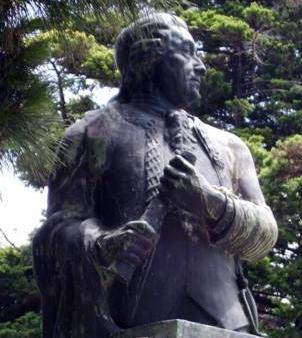
Busto en bronce de Antonio Barceló por Remigia Caubet, Palma de Mallorca.

Habiendo regresado a su tierra a descansar y ya contando con 73 años de edad, en 1790 llegó la fragata Florentina trayendo órdenes del ministro de Marina, Antonio Valdés, para que se pusiese al mando de una escuadra. La Florentina debía llevarle a Algeciras, donde se estaba organizando una expedición para socorrer a Ceuta, asediada por los moros, y bombardear Tánger. Salió de Palma el 25 de noviembre de aquel año y llegó a Algeciras el 7 de diciembre. A su llegada había terminado el enfrentamiento, anunciándose la llegada a Madrid de unos enviados por el sultán marroquí para firmar la paz. 
Barceló, ante esta nueva situación, arrió su insignia de la fragata, pero por su conocimiento del carácter de los musulmanes se embarcó en un jabeque y se dirigió a Ceuta, desde donde estudió las posiciones enemigas, situadas alrededor de la ciudad, previendo que las cosas no irían bien y sería necesario poner a punto las defensas de la plaza. Efectivamente, las negociaciones fracasaron y se declaró la guerra. Pero las intrigas consiguieron que no se le diese el mando de la escuadra a Barceló, correspondiendo este finalmente al teniente general Francisco Javier Morales de los Ríos, jefe de las fuerzas navales del Mediterráneo. 
Molesto por esta discriminación arbitraria, lo puso en conocimiento de Carlos IV, quien con fecha 4 de enero de 1792 ordenó que se le diese el mando de la escuadra, reunida en Algeciras, y que estaba compuesta por las fragatas Perpetua y Santa Rosalía, de 34 cañones, los jabeques San Blas, San Leandro y África, 44 cañoneras distribuidas en tres divisiones y una flotilla de buques menores. Pero el invierno fue muy duro, con temporales que obligaron a la escuadra a permanecer en puerto. Además, el sultán al-Yazid murió en un combate contra su hermano Muley Jehen, lo que unido a la imposibilidad de efectuar lo previsto, el 12 de junio se firmó el decreto de disolución de la escuadra. 
Barceló, afligido, se volvió a su tierra. Durante unos meses se había propuesto dar una lección más a los berberiscos. Como el problema no se había solucionado, al poco tiempo hubo de reanudarse la guerra, pero Barceló ya no fue llamado. Se le dio el mando de la escuadra a Morales de los Ríos, que aunque no consiguió muchas victorias, sí lo hizo bien frente a Tánger, lo que le supuso ganar el título de conde de Morales de los Ríos.

### Final
Ya en su retiro de Palma de Mallorca, inducido por las ya comentadas envidias y acusaciones que sobre él circulaban, falleció a los 80 años de edad, reposando su cuerpo en una de las primeras parroquias que fueron fundadas en Mallorca durante el reino de Jaime I en la iglesia de la Santa Cruz, en su propia Capilla de San Antonio, que tantos recuerdos trae a la familia Barceló, ya que ellos fueron uno de sus fundadores. Para perpetuar su memoria, se colocó una lápida en el Panteón de Marinos Ilustres de San Fernando, en la primera capilla del Este.

## Semblanza

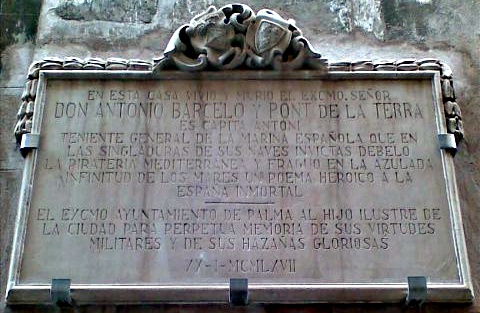
Mármol conmemorativo sobre la fachada de la casa natal de Antonio Barceló en Palma de Mallorca.

Según su biógrafo, el contraalmirante Carlos Martínez-Valverde, académico de la Real Academia de la Historia:

Fue Barceló un general muy discutido en su tiempo. No tuvo muchos amigos entre los jefes de la Armada, pero contaba con numerosos émulos. Contribuía a ello seguramente su autoridad de Almirante al hablar, como también la expresión de suspicacia que le hacía tener su sordera, defecto que le ennoblecía por haber sido causado por el estampido de los cañones.

Su cara tampoco era muy atrayente, sobre todo después de que una bala de mosquete le marcara la mejilla izquierda. Decían las malas lenguas, sobre todo de las gentes de la corte y de alcurnia, que Barceló, nunca cursó la escuela Real de la Marina (que en aquel entonces, solo era para la alta aristocracia). Otros decían que su instrucción se limitaba a saber escribir su nombre. Sin embargo, si así fuera que Barceló no sabía escribir el Don Quijote, sin embargo, si sabía como manejar a su tropa que lo respetaba, y amaba. Pero si bien no tenía muchas simpatías entre los jefes y la alta sociedad de aquella época, a los cuales no fascinaba él era en cambio el ídolo de sus marineros y de su pueblo: Con ellos se mostraba cariñoso y afable y les trataba con familiaridad, no obstante ser con ellos exigente hasta el extremo, cuando la ocasión lo requería.
En todo el litoral mediterráneo gozaba de una popularidad por nadie superada. El conde de Fernán Núñez se expresaba con respecto a él: Aunque excelente corsario, no tiene ni puede tener por su educación las cualidades de un general....
Prosigue Martínez-Valverde:

No obstante, es indudable que su inteligencia y su fina percepción suplían la falta de cultura general. Su preparación en el terreno de la experiencia era grande, pues se basaba en el ejercicio de la mar y de la guerra, es decir, en lo real de la profesión.

En ésta era todo diligencia, vigilancia y serenidad, destreza y pericia en las maniobras, y sobre todo tenía un valor ardoroso que comunicaba a los que le rodeaban, por difíciles que fuesen las circunstancias. Completa este retrato moral el decir que Barceló poseía un corazón bondadoso y noble.

De estas dos cualidades últimas es de donde se entiende que soportara durante tantos años los desatinos de sus jefes y compañeros, como suele ocurrirle a todos aquellos que, como Barceló, habiéndolo dado todo por la patria, se han visto objeto del más absoluto ostracismo.

## Buques de la Armada Española
Barceló ha dado nombre a varios buques de la Armada Española a lo largo de la historia:
- Un patrullero de altura, con el numeral P-11, botado en 1975 y retirado en 2009.
- Una de las fragatas de la clase Bonifaz, actualmente en construcción, recibirá su nombre, bajo el numeral F-115.

## Distinciones honoríficas
- Caballero de la Real y Distinguida Orden de Carlos III, Reino de España